# Forever (album Milk Inc.)
Forever – piąty album studyjny zespołu Milk Inc. Single pochodzące z tego albumu to Sunrise (2007), Tonight (2007), Forever (2008) oraz Race (2008). Teledysk do Tonight został zmontowany z koncertu "Milk inc. Supersized II Live At Sportpaleis". Planowano wydać jako piąty singiel "Guilty", wytwórnia zrezygnowała z tego planu, a grupa zajęła się tworzeniem nowego utworu.

## Lista utworów Forever
1. Forever 03:19
2. Tonight 03:45
3. Race 03:47
4. Waste Of Time 03:09
5. Summer Rain 03:52
6. Sunrise 03:33
7. Maniac 03:44
8. With you 03:54
9. Guilty 03:14
10. Live Her Life 03:16
11. Ouch Damn 03:29
12. Invisible 04:22
13. Perfect Lie 03:17

Forever [Limited Edition] – Zawiera album Forever oraz nagranie z koncertu "Milk inc. Forever Live At Sportpaleis".
Do płyty CD zostały dołączone pięć "bonusów" .

## Lista utworów Forever [Limited Edition]
- CD

1. Forever 03:19
2. Tonight 03:45
3. Race 03:47
4. Waste Of Time 03:09
5. Summer Rain 03:52
6. Sunrise 03:33
7. Maniac 03:44
8. With you 03:54
9. Guilty 03:14
10. Live Her Life 03:16
11. Ouch Damn 03:29
12. Invisible 04:22
13. Perfect Lie 03:17

- Live From The Forever Concerts [Bonus]

1. Tonight 4:35
2. Sunrise 4:21
3. Guilty 3:52
4. Forever 5:03
5. Perfect Lie 3:23

- DVD

1. [Forever Begins] 0:53
2. Morning Light 3:15
3. Tonight 4:47
4. Breathe without you 3:51
5. Race 4:06
6. Sunrise 4:34
7. Guilty 4:01
8. Oceans 3:23
9. No Music 2:01
10. Lonely 2:36
11. Maniac 4:33
12. Blind 5:34
13. In My Eyes 4:25
14. Whisper 5:04
15. Saxy Motion 3:26
16. No Angel 3:48
17. Never Again 3:40
18. Land of the Living 3:55
19. 80s Medley 7:25
20. I Don't Care 5:33
21. Sylver Medley (Take Me Back/Turn The Tdie) 5:53
22. Perfect Lie 1:04
23. Forever 3:24
24. The Sun always shines on tv 4:37
25. Night And Day (Feat. Tom Helsen) 5:47
26. Run 5:01
27. Walk on Water 5:33
28. Against All Odds 3:38
29. La Vache 2:47
30. Go To Hell 5:18